# غورك العليا (بابويي)
غورك العليا (بالفارسية: غورک علیا) هي قرية تقع في إيران في قسم بابويي الريفي. يقدر عدد سكانها بـ 107 نسمة بحسب إحصاء 2016.